# Stamnodes brachynesis
Stamnodes brachynesis là một loài bướm đêm trong họ Geometridae.